# جدعون غاردنر
جدعون غاردنر (بالإنجليزية: Gideon Gardner)‏ هو سياسي أمريكي، ولد في 30 مايو 1759 في الولايات المتحدة، وتوفي في 22 مارس 1832 في نفس البلد. حزبياً، نشط في الحزب الجمهوري الديمقراطي. وقد انتخب عضو مجلس النواب الأمريكي.